# Jagdfliegerschule
Pour les articles homonymes, voir JFS (homonymie).
Lors de la Seconde Guerre mondiale, la Luftwaffe possédait 7 Jagdfliegerschulen (JFS) ou écoles de pilote de chasse. Le personnel arrivant dans cette école avait déjà leur brevet de pilote, les écoles avaient pour but d’expliquer les tactiques de combat avancées pour les futurs pilotes de chasse.

## JagdfliegerschuleWerneuchen ouJagdfliegerschule 1(JFS 1)

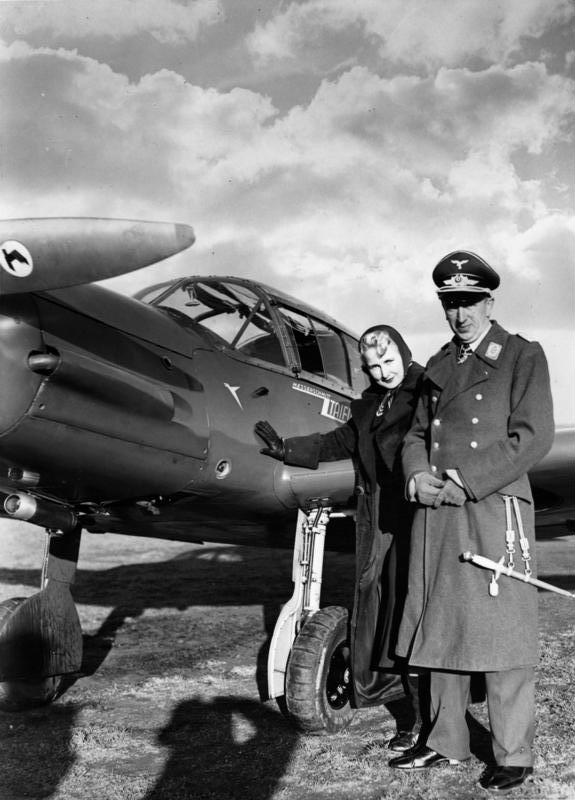
Theo Osterkamp avec sa femme Gudrun posant à côté d’un Messerschmitt Bf 108 Taifun

La Jagdfliegerschule Werneuchen a été formé le 1er novembre 1937 à Werneuchen constitué en 3 Staffeln (escadrilles). L’école a été renommée en Jagdfliegerschule 1 le 15 janvier 1940. Le 17 décembre 1941, une escadrille opérationnelle (Einsatz-Staffel) a été formée à Jever. Cette escadrille opérationnelle est alors devenue une formation ad hoc appelée Jagdgruppe Losigkeit, dirigée par Hauptmann Fritz Losigkeit (en) yant comme objectif de protéger un groupe de navires de guerre se déplaçant en Norvège. Le Jagdgruppe Losigkeit a été renommé en 10./JG 1 vers la fin de mars 1942. Toute l'école a été rebaptisée le 15 December 1942 et est devenue Jagdgeschwader 101.

### Commandants
- Oberst Theo Osterkamp : 1er novembre 1937 – 20 novembre 1939
- Oberstleutnant Otto-Friedrich Freiherr von Houwald : 20 novembre 1939 – 15 décembre 1942

## JagdfliegerschuleSchleißheim ouJagdfliegerschule 2(JFS 2)
La Jagdfliegerschule Schleißheim a été formé le 1er avril 1934 à Schleißheim et a été dissoute le 9 juin 1936. Elle a été recréée le 1er avril 1939 et était composée de 3  Staffeln  (escadrilles). L’école a été renommée en Jagdfliegerschule 2 le 15 janvier 1940. Une escadrille opérationnelle (Einsatz-Staffel) a été formée en 1941 à Zerbst. Le Staffel a été transférée vers Düsseldorf-Lohausen le 24 juin 1941 et vers Kiel-Holtenau le 5 juillet 1941. Le Staffel a été dissoute à la fin de 1941. Toute l'école a été rebaptisée le 24 février 1943 et est devenue Jagdgeschwader 102.

### Commandants
- Hauptmann Gottlob Müller (en) : 1er avril 1934 – 31 août 1934
- Major Josef Mai : 1er septembre 1934 – 4 octobre 1935
- Oberstleutnant Gerd von Massow : 5 octobre 1935 – 9 juin 1936
- Oberst Hermann Frommherz (en) : 1er avril 1939 – 30 juin 1941
- Major Ernst Freiherr von Berg : juin 1941 – 4 janvier 1943
- Major Jürgen Roth : 5 janvier 1943 – 24 février 1943

## JagdfliegerschuleStolp-Reitz ouJagdfliegerschule 3(JFS 3)
La Jagdfliegerschule 3 a été redésignée en Jagdgeschwader 103 le 7 décembre 1942.

### Commandants
- Oberstleutnant Siegfried Lehmann : 19 septembre 1939 – 21 décembre 1940
- Oberstleutnant Eitel-Friedrich Roediger Freiherr von Manteuffel (de) : 22 décembre 1940 – 28 mai 1941
- Oberstleutnant Richard Kraut : 29 mai 1941 – 28 octobre 1942
- Major Herbert Ihlefeld : 29 octobre 1942 – 6 décembre 1942

## JagdfliegerschuleFürth ouJagdfliegerschule 4(JFS 4)
La Jagdfliegerschule 4 a été redésignée en Jagdgeschwader 104 le 19 mars 1943.

### Commandants
- Oberstleutnant Rudolf Stoltenhoff : 16 janvier 1940 – 11 octobre 1940
- Oberstleutnant Max Ibel : 12 octobre 1940 – 5 juin 1941
- Oberstleutnant Karl Vieck : 6 juin 1941 – 30 juin 1941
- Major Hubertus von Bonin : 1er juillet 1941 – 10 octobre 1941
- Major Hans Trübenbach : 15 octobre 1941 – 19 mars 1943

## JagdfliegerschuleWien-Schwechat ouJagdfliegerschule 5(JFS 5)
La Jagdfliegerschule 5 a été redésignée en Jagdgeschwader 105 le 27 janvier 1943.

### Commandants
- Generalmajor Eduard Ritter von Schleich : 15 décembre 1939 – 4 octobre 1940
- Oberstleutnant Hubert Merhart von Bernegg : 8 octobre 1940 – 10 décembre 1942
- Major Richard Leppla (en) : 15 décembre 1942 – 24 février 1943

## Jagdfliegerschule 6(JFS 6)
La Jagdfliegerschule 6 a été créée le 9 novembre 1942 à Lachen-Speyersdorf et a été redésignée comme Jagdgeschwader 106 le 19 mars 1943.

### Commandants
- Major Henning Strümpell : 9 novembre 1942 – 19 mars 1943

## Jagdfliegerschule 7(JFS 7)

### Commandants
- Major Georg Meyer : 12 octobre 1942 – 25 janvier 1943

## Liens
- Axis History
- Jagdfliegerschule 1 @ The Luftwaffe, 1933–45
- Jagdfliegerschule 2 @ The Luftwaffe, 1933–45
- Jagdfliegerschule 3 @ The Luftwaffe, 1933–45
- Jagdfliegerschule 4 @ The Luftwaffe, 1933–45
- Jagdfliegerschule 5 @ The Luftwaffe, 1933–45
- Jagdfliegerschule 6 @ The Luftwaffe, 1933–45
- Jagdfliegerschule 7 @ The Luftwaffe, 1933–45